# La dama desconocida
La dama desconocida (título original en inglés: Phantom Lady) es una película en blanco y negro de cine negro estadounidense dirigida por Robert Siodmak y protagonizada por Franchot Tone, Ella Raines y Alan Curtis; que se estrenó el 17 de febrero de 1944 en el Loew’s State Theatre en Nueva York. Basada en la novela homónima de Cornell Woolrich, sigue a una joven secretaria de Manhattan y sus esfuerzos por demostrar que su jefe no asesinó a su esposa. 

## Argumento
Después de una pelea con su esposa en su aniversario, Scott Henderson, un ingeniero de 32 años, recoge a una mujer igualmente infeliz en el Anselmo's Bar en Manhattan, y toman un taxi para ver un espectáculo en un escenario. La mujer se niega a contarle nada sobre ella. La estrella del programa que están viendo, Estela Monteiro, se pone furiosa cuando nota que ella y la mujer misteriosa llevan el mismo sombrero distintivo. Cuando Henderson regresa a casa, encuentra al inspector de policía Burgess y a dos de sus hombres esperando para interrogarlo; su esposa ha sido estrangulada con una de sus corbatas. Henderson tiene una coartada sólida, pero el camarero, el taxista y Monteiro lo recuerdan pero niegan haber visto a la dama fantasma. Henderson ni siquiera puede describir claramente a la mujer. Es juzgado, declarado culpable y condenado a muerte.
Carol Richman, conocida como "Kansas", la leal secretaria de Henderson que está secretamente enamorada de él, se propone demostrar su inocencia. Richman empieza sus investigaciones con el camarero: se sienta en el bar noche tras noche, mirándolo fijamente y poniéndolo nervioso. Finalmente, lo sigue una noche hasta su casa. Cuando él la confronta en la calle, algunos transeúntes intervienen para detenerlo. Él se libera, corre hacia la calle y es atropellado. Más tarde, Burgess se ofrece a ayudarla extraoficialmente. Él cree que sólo un tonto o un inocente se habría aferrado a una coartada tan débil. Burgess le proporciona a Kansas información sobre el baterista del show, Cliff, quien había intentado hacer contacto visual con la dama fantasma.
Kansas se viste provocativamente y acude a otro de los espectáculos de Cliff. Mientras coquetea con Cliff durante la actuación, logra captar su atención. Luego se encuentran, visitan una jam session underground y van a su apartamento. Un poco borracho, Cliff se jacta de que le pagaron 500 dólares por su falso testimonio. Accidentalmente tira su bolso y, entre el contenido derramado, encuentra un trozo de papel con detalles sobre él. Él la acusa de haberlo engañado. Kansas escapa, dejando atrás su bolso. Después de que ella se va, llega un hombre no identificado, acusa a Cliff de decirle a Kansas que lo habían sobornado para negar haber visto a la mujer fantasma y estrangula a Cliff.
Jack Marlow, el mejor amigo de Henderson, regresa repentinamente de Sudamérica, aparentemente para ayudar a Kansas a salvar a Henderson. Trabaja en secreto para frustrar los esfuerzos de Kansas, mientras oculta su propio estado mental en deterioro. Kansas rastrea a la sombrerera de Monteiro, Kettisha. Uno de sus empleados admite haber copiado el sombrero para un cliente habitual y proporciona su nombre y dirección. Mientras Burgess está ausente trabajando en otro caso, Kansas y Marlow van a ver a la clienta de la sombrerera, Ann Terry. La descubren bajo cuidados médicos, tras haber sufrido un colapso algunos meses antes cuando el hombre con el que se iba a casar murió repentinamente, dejándola emocionalmente devastada. Kansas no puede obtener ninguna información de ella, pero encuentra el sombrero. Marlow sugiere que él y Kansas esperen a Burgess en el apartamento de Marlow. Sin embargo, mientras se refresca, Kansas encuentra su bolso perdido y el papel con los datos de Cliff en un cajón de la cómoda. Marlow admite que se enfureció cuando la esposa de Henderson se negó a huir con él, un artista; ella sólo estaba jugando con él. Burgess llega justo a tiempo. Marlow tira por la ventana y muere. Henderson es liberado y comienza una relación con Kansas.

## Reparto
- Franchot Tone - Jack Marlow
- Ella Raines - Carol "Kansas" Richman
- Alan Curtis - Scott Henderson
- Aurora Miranda - Estela Monteiro (como Aurora)
- Thomas Gómez - el inspector Burgess
- Fay Helm - Ann Terry
- Elisha Cook, Jr. - Cliff Milburn
- Andrew Tombes - camarero
- Regis Toomey - detective
- Joseph Crehan - detective (Tom)
- Doris Lloyd - Kettisha
- Virginia Brissac - la Dra. Chase
- Milburn Stone - fiscal de distrito

## Producción
Phantom Lady fue la primera película negra de Hollywood dirigida por Siodmak. También fue el primer crédito de producción de Joan Harrison, la primera ejecutiva femenina de Universal Pictures y exguionista de Alfred Hitchcock.
Siodmak posteriormente dirigió películas como Christmas Holiday (1944), The Killers (1946) y Criss Cross (1949). Christmas Holiday y The Killers fueron, al igual que La dama desconocida, fotografiadas por Elwood Bredell. Siodmak animó a Bredell a estudiar la distribución de la luz y la oscuridad en las pinturas de Rembrandt para su trabajo.
El rodaje tuvo lugar del 20 de septiembre al 28 de octubre de 1943, y los decorados fueron diseñados por John B. Goodman.
El frenético solo de batería de Cliff fue doblado por el ex baterista de Harry James and His Orchestra, Dave Coleman.

## Recepción
El crítico Bosley Crowther no quedó impresionado con la atmósfera de la película y la destrozó por su guion, escribiendo: «Ojalá pudiéramos recomendarla como una combinación perfecta de los estilos del eminente Sr. Hitchcock y las antiguas películas psicológicas alemanas, pues eso es, simple y llanamente, lo que se esfuerza por ser. Está llena de juegos de luces y sombras, de atmósfera macabra, de rostros nítidamente realistas y dramáticas inyecciones de sonido. La gente se sienta en lugares sombríos con la mirada perdida y en silencio al vacío, la música resuena en la oscuridad vacía y personajes extraños aparecen y desaparecen. Todo está construido con mucho esmero para lograr efectos extraños y perturbadores. Pero, por desgracia, la señorita Harrison y el señor Siodmak olvidaron algo fundamental: olvidaron dotar a su película de una trama plausible y realista».  En The Nation de 1944, el crítico James Agee declaró: «La señorita Harrison no hace nada que Hitchcock no haya hecho mucho mejor». ... Ella es simplemente una trabajadora inteligente y entretenida en un idioma que necesita urgentemente no sólo ser restaurado sino también desarrollado. ... Hay mucho en Phantom Lady para disfrutar y alegrarse."  Pauline Kael escribió: "El ambiente y el ritmo elevan a este thriller de bajo presupuesto por encima de su categoría, pero las ideas, el diálogo y el final en el que el estudio insistió impiden que sea una película B de primera clase."  Leslie Halliwell le dio dos de cuatro estrellas: "Un thriller pequeño y extraño que realmente no se sostiene, pero que está hecho en su mayor parte con gran estilo."  Leonard Maltin se mostró entusiasmado: "Historia de suspenso de primera clase ... La insinuación sexual en la escena de la batería con Cook es simplemente asombrosa. ... "  Tom Taylor opinó que: "Las intrincadas composiciones y la dramática iluminación de Siodmak podrían considerarse, sin mucha consideración, estándares del género, pero su manejo del motivo central de la película es magistral. Su atención se centra en las pistas tangibles y psicológicas —los «registros»— de la inexistencia."

## Medios domésticos
- Universal Pictures Home Entertainment lanzó un DVD-R a pedido de la película en conjunto con Turner Classic Movies.[17]
- Arrow Films lanzó una edición Blu-ray de la película en la región A a través de su sello Arrow Academy el 5 de marzo de 2019.[18]

## Adaptación radiofónica
- La Dama Fantasma se presentó en el Teatro Lux Radio, el 27 de marzo de 1944.[19][20]
- La Dama Fantasma se presentó en el Lady Esther Screen Guild Theatre el 11 de septiembre de 1944.[21][22] La adaptación de 30 minutos fue protagonizada por Ralph Bellamy, Louise Allbritton, David Bruce y Walter Abel.[23]